# Acartauchenius
Acartauchenius Simon, 1884 è un genere di ragni appartenente alla famiglia Linyphiidae.

## Distribuzione
Le diciassette specie oggi note di questo genere sono state rinvenute nella regione paleartica: in particolare, sei specie sono endemiche dell'Algeria, due dell'Italia, una dell'Uzbekistan, una della Mongolia, una della Francia, una del Kazakistan e una del Turkmenistan.
In Italia, oltre le due specie endemiche, la A. minor reperita nella parte continentale e la A. sardiniensis in Sardegna, è presente anche la A. scurrilis.

## Tassonomia
Considerato un sinonimo anteriore di Trachelocamptus Simon, 1884 da un lavoro di Wunderlich del 1995; invece non è sinonimo anteriore di Thaumatoncus Simon, 1884, secondo un lavoro di Bosmans del 2002 e contra un analogo studio di Denis del 1967, sub Trachelocamptus.
A maggio 2011, si compone di 16 specie secondo Platnick e 17 secondo Tanasevitch:
- Acartauchenius asiaticus (Tanasevitch, 1989) — Turkmenistan
- Acartauchenius bedeli (Simon, 1884) — Algeria
- Acartauchenius derisor (Simon, 1918) — Francia
- Acartauchenius desertus (Tanasevitch, 1993) — Kazakistan
- Acartauchenius hamulifer (Denis, 1937) — Algeria
- Acartauchenius himalayensis Tanasevitch, 2011[3] — Himalaya
- Acartauchenius insigniceps (Simon, 1894) — Marocco, Algeria, Tunisia
- Acartauchenius leprieuri (O. P.-Cambridge, 1875) — Algeria
- Acartauchenius minor (Millidge, 1979) — Italia
- Acartauchenius monoceros (Tanasevitch, 1989) — Uzbekistan
- Acartauchenius mutabilis (Denis, 1967) — Marocco, Algeria, Tunisia
- Acartauchenius orientalis Wunderlich, 1995 — Mongolia
- Acartauchenius planiceps Bosmans, 2002 — Algeria
- Acartauchenius praeceps Bosmans, 2002 — Algeria
- Acartauchenius sardiniensis Wunderlich, 1995 — Sardegna
- Acartauchenius scurrilis (O. P.-Cambridge, 1872)[4] — Regione paleartica
- Acartauchenius simoni Bosmans, 2002 — Algeria

### Specie trasferite
- Acartauchenius columbiensis Crosby, 1905; trasferita al genere Maso Simon, 1884[1].
- Acartauchenius depressifrons Simon, 1884; gli esemplari, reperiti in Francia e Spagna, sono stati trasferiti al genere Erigonoplus Simon, 1884, a seguito di uno studio degli aracnologi Bosmans, Cardoso & Crespo del 2010[1].
- Acartauchenius indicator (Simon, 1884); trasferita al genere Thaumatoncus Simon, 1884.
- Acartauchenius justus (O. P.-Cambridge, 1875); trasferita al genere Erigonoplus Simon, 1884.
- Acartauchenius lancearius (Simon, 1884); trasferita al genere Diplocephalus Bertkau, 1883.
- Acartauchenius longus (Kulczyński, 1882); trasferita al genere Mecynargus Kulczynski, 1894.
- Acartauchenius monodon (O. P.-Cambridge, 1872); trasferita al genere Janetschekia Schenkel, 1939.
- Acartauchenius mystacinus (Simon, 1884); trasferita al genere Diplocephalus Bertkau, 1883.
- Acartauchenius nasutus (O. P.-Cambridge, 1879); gli esemplari, reperiti in Francia e Portogallo, sono stati trasferiti al genere Erigonoplus Simon, 1884, a seguito di uno studio degli aracnologi Bosmans, Cardoso & Crespo del 2010[1].
- Acartauchenius pilifrons (L. Koch, 1879); trasferita al genere Arcterigone Eskov & Marusik, 1994.